# Chaillé-les-Marais
Chaillé-les-Marais település Franciaországban, Vendée megyében. Lakosainak száma 1909 fő (2022. január 1.). Chaillé-les-Marais Marans, Le Langon, Mouzeuil-Saint-Martin, Nalliers, Sainte-Radégonde-des-Noyers és Vouillé-les-Marais községekkel határos.

## Népesség
A település népességének változása:
| Lakosok száma | 1921 | 1922 | 1940 | 1896 | 1884 | 1883 | 1884 | 1893 | 1909 |
|               | 2013 | 2015 | 2016 | 2017 | 2018 | 2019 | 2020 | 2021 | 2022 |